# Henri Rollin (militaire)
Pour les articles homonymes, voir Rollin et Henri Rollin.
Ne doit pas être confondu avec Henry Rollins.
Henri Louis-Victor-Mars Rollin (ou Henry), né le 11 septembre 1885 à Saint-Malo et mort le 18 avril 1955 à Paris, est un officier de marine, spécialiste du renseignement, essayiste et journaliste français.
Militant contre l'antisémitisme, il est l'un des premiers en France à mettre en évidence le caractère fallacieux du Protocole des sages de Sion.
En 1941 et 1942, il est l'homme de confiance de François Darlan, alors chef du gouvernement de Vichy, qui en fait le chef de la Surveillance du Territoire.

## Biographie
Entré dans la marine française en 1903, Rollin est promu aspirant de 2e classe en 1906. À la division d'Extrême-Orient sur le Chanzy, il est cité à l'ordre du jour par l'amiral Louis Jaurès. Enseigne de vaisseau de 1re classe en 1908, il embarque successivement sur trois cuirassés, le Cassard, le Jauréguiberry et le Condorcet à bord duquel il rédige L'évolution du droit des gens sur la mer.

### Première guerre mondiale
En 1914, Rollin est officier canonnier du cuirassé Diderot. En 1916, muté à l'état-major de la division de l'Adriatique, à Brindisi, il prend part à plusieurs expéditions sous-marines. Il entre aux Services de renseignements de la marine, puis devient chef de l'antenne de Constantinople (1917). Lieutenant de vaisseau, pacha d'un chalutier armé, l'aviso auxiliaire Paris II, il est attaqué et coulé par une batterie terrestre turque. Blessé, il est fait prisonnier de guerre le 13 décembre 1917.

### Entre-deux-guerres
Après la fin du conflit, en 1919, Rollin épouse Hélène Cogan, de nationalité russe et de confession juive, qu'il a rencontrée à Constantinople. Désormais réserviste, il travaille comme ingénieur-conseil auprès de plusieurs sociétés industrielles. Il exerce aussi comme journaliste, rédacteur général et correspondant du journal Le Temps (1925-1939) à Moscou où, agissant pour les services secrets français, il recrute et traite plusieurs agents,.

#### L'Apocalypse de notre temps
Au début des années 1930, Rollin publie un essai historique sur la Révolution bolchévique, mais son nom reste surtout attaché à L'Apocalypse de notre temps (1939), un ouvrage où il montre l'influence de l'Okhrana sur la police française puis celle des Russes blancs émigrés en Allemagne après la Grande guerre dans la formation du parti national-socialiste. Il étudie le célèbre faux antisémite Les Protocoles des Sages de Sion, met en doute l’authenticité du document et fait la lumière sur les plagiats d'un ouvrage de Maurice Joly, le Dialogue aux enfers entre Machiavel et Montesquieu qui constituent une bonne partie du texte. Édité peu avant la seconde guerre mondiale, le livre est interdit par l’occupant nazi dès l'armistice signé et tous les exemplaires sont saisis. Seul subsistera l'exemplaire du dépôt légal à la Bibliothèque nationale, trop abimé il sera microfilmé. L’étude de Rollin, citée par les spécialistes des Protocoles, Norman Cohn, Gérard Berréby et Pierre-André Taguieff, est rééditée et complétée par Pierre-André Taguieff en 1991.

### Seconde guerre mondiale
En 1939, Rollin est mobilisé et nommé chef du 2e bureau du centre de renseignements maritimes du Havre. Le 18 juin 1940, il est à Londres. Un mois plus tard, il rentre au pays, sur l'avis de ses contacts au MI6. Avec le capitaine de vaisseau Marc Sanson, chef du 2e bureau Marine, Rollin fonde à Alger un « service de statistiques et de documentation (SSD) ». En 1941, il est chargé de mission au cabinet de Darlan. Préfet de 3e classe hors-cadre, il est, l'année suivante, promu préfet de 1re classe, directeur adjoint du secrétariat général de la police.
À la Surveillance du Territoire, police chargée en zone libre du contre-espionnage, sous l'autorité des régions militaires, Rollin est l'homme de Darlan qui se méfie des services spéciaux de l'Armée de terre. Avec Pierre Mondanel, inspecteur général de la police judiciaire, il fonde une « section spéciale » qui chapeaute les différentes antennes de la ST. En septembre 1941, Darlan et Pucheu restituent à la police nationale les missions de contre-espionnage, la ST est légalement affranchie des militaires du Bureau des menées antinationales.
Au début de 1942, par l'intermédiaire du commissaire spécial Louis Triffe et de Berty Albrecht, Rollin prend contact avec Henri Frenay et lui propose de rencontrer Darlan. L'amiral étant indisponible, Frenay rencontre à deux reprises Pierre Pucheu, alors ministre de l'Intérieur.
Le 25 février 1943, un avion des services britanniques exfiltre Rollin au Royaume-Uni où, protégé par ses amis du MI6, il reste après la Libération. Il rentre à Paris, discrètement, quelque temps avant sa mort en 1955.

## Distinctions
- Croix de guerre 1914–1918, palme de bronze
- Officier de la Légion d'honneur à titre militaire[11]

## Publications
- Marine de guerre et défense nationale, préface de M. le vice-amiral Besson, Paris, E. Guilmoto, coll. « Bibliothèque des amis de la marine », [1911].- Prix Montyon 1912 de l'Académie française
- L'Évolution du droit des gens sur mer. La contrebande de guerre d'après la Déclaration de Londres, Paris-Nancy, M. Imhaus et R. Chapelot, [1914] (Extrait de la Revue maritime).
- La Révolution : ses origines, ses résultats, préface d'André Duboscq, 2 t., Paris, Delagrave, coll. « Bibliothèque d'histoire et de politique », 1931. (I. Les Soviets ; II. Le Parti bolchéviste)- Prix Montyon 1931 de l'Académie française
- « Introduction » à J. Lovitch, Tempête sur l'Europe, roman traduit du russe par S. Campaux, Paris, Éditions de la Flèche d'or, 1932.
- « Préface » à Georges Luciani (Pierre Berland), Six ans à Moscou, Paris, Picart, 1937.
- L'Apocalypse de notre temps, les dessous de la propagande allemande d'après des documents inédits, Paris, Gallimard, coll. Problèmes et documents, 1939, 571 p. ; Paris, Éditions Allia, 1991.  (ISBN 2-904235-32-9) ; Une mystification mondiale, précédé de « Le faux et son usage » par Gérard Berréby, Paris, Éditions Allia, 2000 (Contient les 3 chapitres de L'Apocalypse de notre temps).  (ISBN 2-84485-035-9) ; L'apocalypse de notre temps : les dessous de la propagande allemande d'après des documents inédits, précédé de « Le faux et son usage » par Gérard Berréby, Paris, Éditions Allia, 2005.  (ISBN 2-84485-197-5)
- « Polémique autour d'un plagiat » et « Un méconnu, Maurice Joly », en annexe de Maurice Joly, Dialogue aux enfers entre Machiavel et Montesquieu, suivi de « Les Protocoles et les Dialogues » de Norman Cohn, Paris Éditions Allia, 1987.  (ISBN 2-904235-08-6)